# Pararge vividissima
Pararge vividissima är en fjärilsart som beskrevs av Ruggero Verity 1923. Pararge vividissima ingår i släktet Pararge och familjen praktfjärilar. Inga underarter finns listade i Catalogue of Life.